# Vedran Đipalo
Vedran Đipalo (* 22. September 1977 in Sinj) ist ein ehemaliger kroatischer Boxer im Schwergewicht.

## Karriere
Đipalo gewann 2004 nach einer Niederlage gegen Wjatscheslaw Hlaskow eine Bronzemedaille bei der World University Championship in Antalya und nach einer Niederlage gegen Alexander Alexejew ebenfalls eine Bronzemedaille bei der Europameisterschaft in Pula. Bei den Olympischen Spielen 2004 in Athen schied er im Achtelfinale gegen Adam Forsyth aus.
Bei der Weltmeisterschaft 2005 in Mianyang verlor er in der Vorrunde gegen Alexander Powernow und bei der Europameisterschaft 2006 in Plowdiw ebenfalls in der Vorrunde gegen Jarno Rosberg. Bei der Weltmeisterschaft 2007 in Chicago unterlag er im zweiten Kampf gegen Milorad Gajović.
Darüber hinaus gewann er Bronze bei den Mittelmeerspielen 2005 in Almería, sowie bei den EU-Meisterschaften 2005 in Cagliari, 2006 in Pécs und 2007 in Dublin.
Bei den europäischen Olympiaqualifikationsturnieren 2008 in Pescara und Athen verlor er jeweils in den Vorrunden gegen Terwel Pulew bzw. Mairis Briedis.

## Sonstiges
Nach seiner Wettkampfkarriere wurde er Leiter des Boxclubs „Pauk“ in Split.